# Witschoudertangare
De witschoudertangare (Loriotus luctuosus synoniem: Tachyphonus luctuosus) is een zangvogel uit de familie Thraupidae (Tangaren).

## Verspreiding en leefgebied
Deze soort telt 5 ondersoorten:
- L. l. axillaris: van oostelijk Honduras tot noordwestelijk Panama.
- L. l. nitidissimus: van westelijk Costa Rica tot zuidwestelijk Panama.
- L. l. panamensis: van centraal Panama tot noordwestelijk Peru en westelijk Venezuela.
- L. l. luctuosus: het Amazonebekken.
- L. l. flaviventris: noordoostelijk Venezuela en Trinidad.